# جيم نولان
جيم نولان (بالإنجليزية: Jim Nolan)‏ هو كاتب مسرحي ومخرج أيرلندي، ولد في 1958.